# Cipeujeuh
Cipeujeuh is een bestuurslaag in het regentschap Bandung van de provincie West-Java, Indonesië. Cipeujeuh telt 5290 inwoners (volkstelling 2010).